# Камень Черского
Ка́мень Че́рского — горная вершина у посёлка Листвянка в Иркутском районе Иркутской области России.
Высота вершины достигает 728,4 м. Гора названа в честь Ивана Дементьевича Черского — географа, который внёс значительный вклад в изучение Сибири.
Является туристическим объектом. Рядом с вершиной — обзорная площадка, с которой хорошо видны исток Ангары, мыс Баранчик, порт Байкал и прилегающая акватория Байкала.

## Галерея

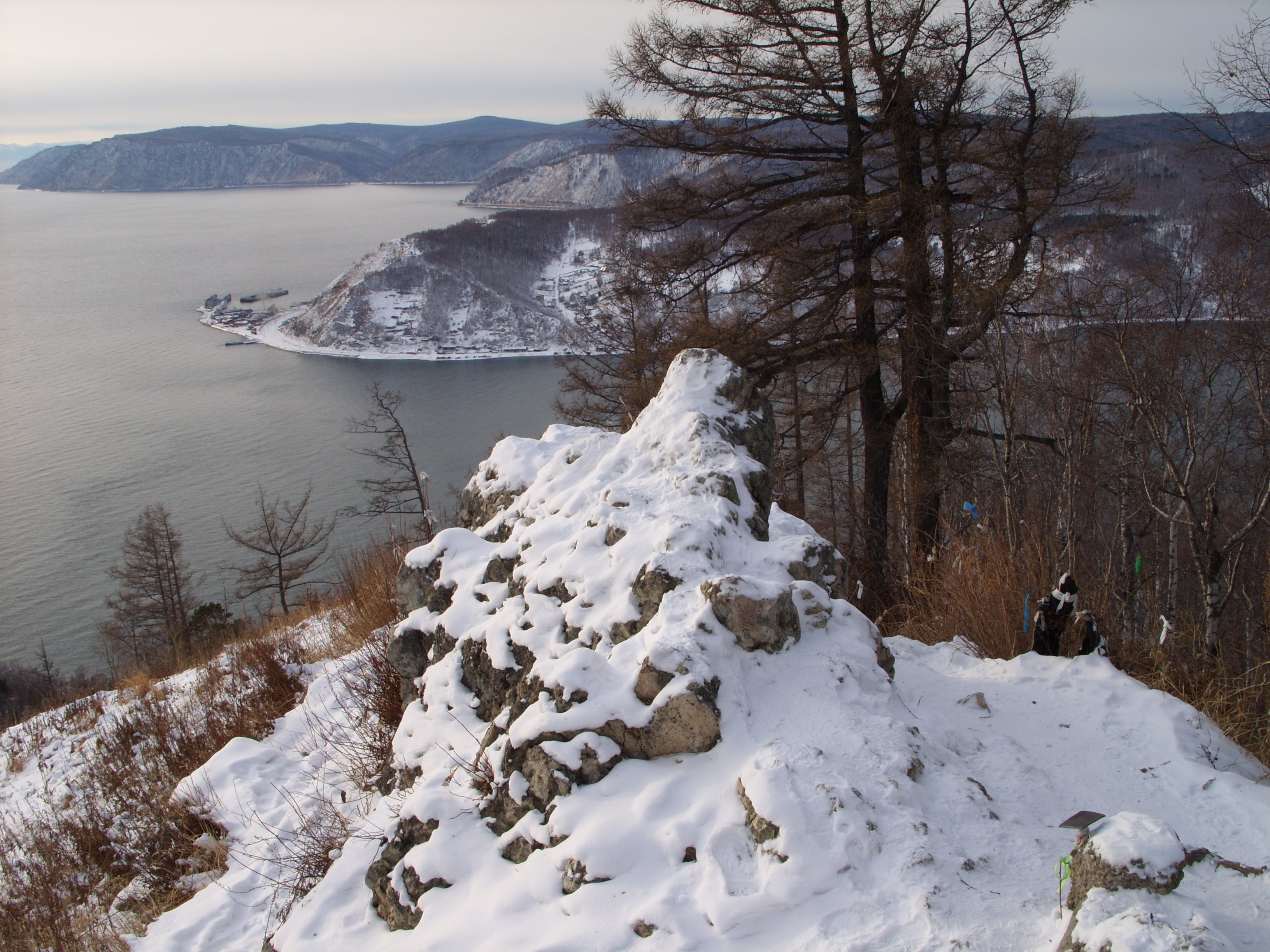
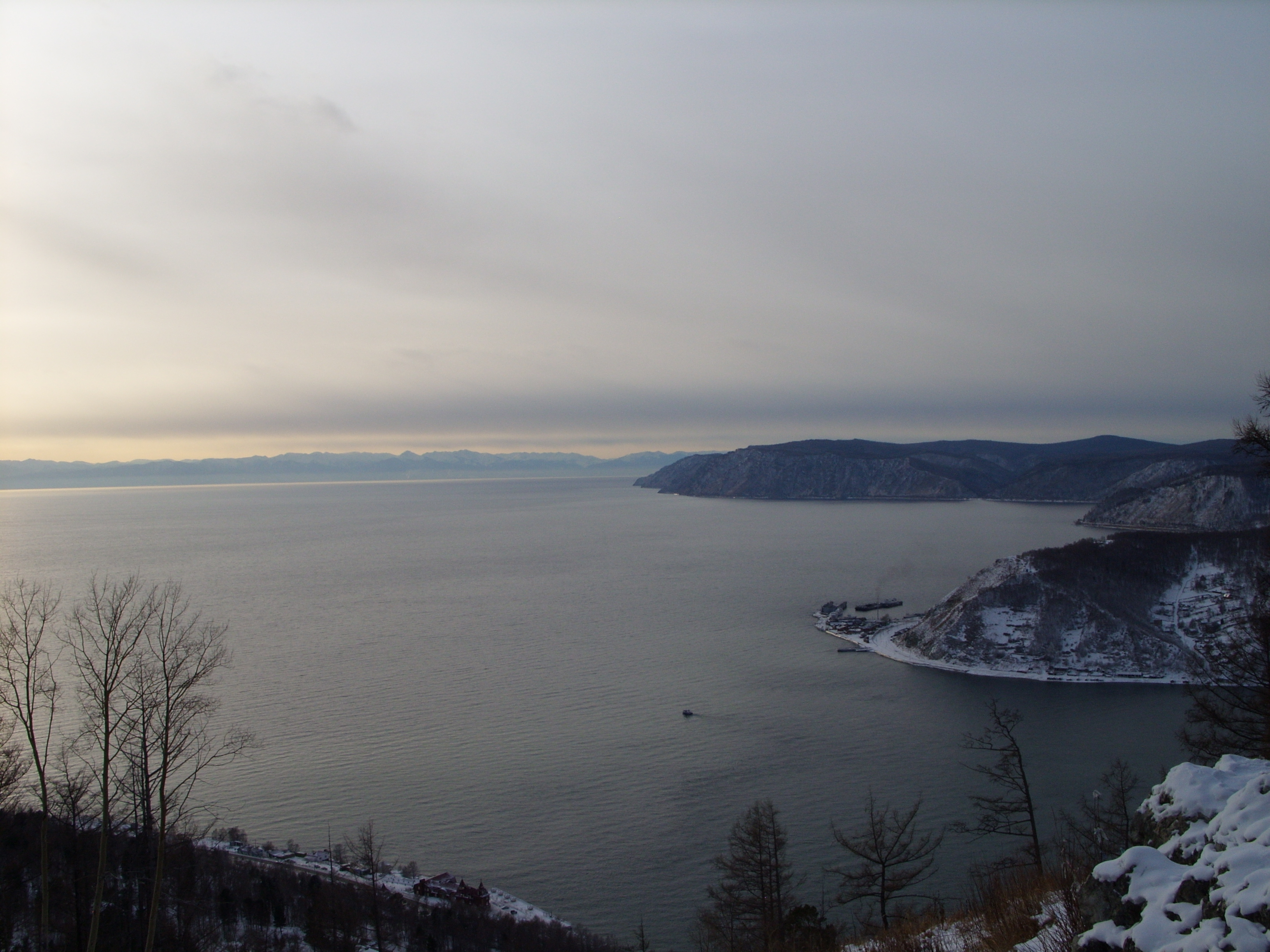
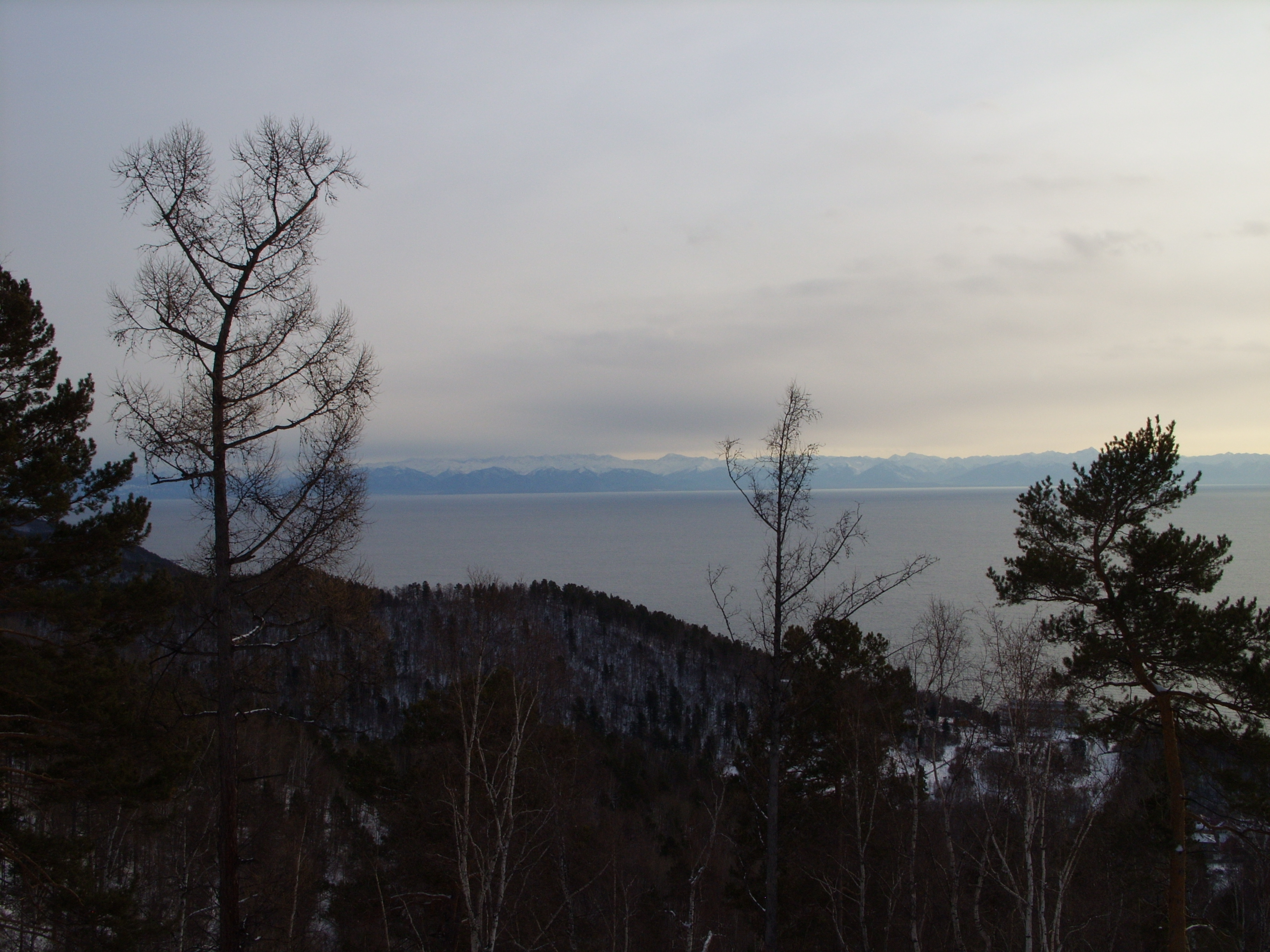
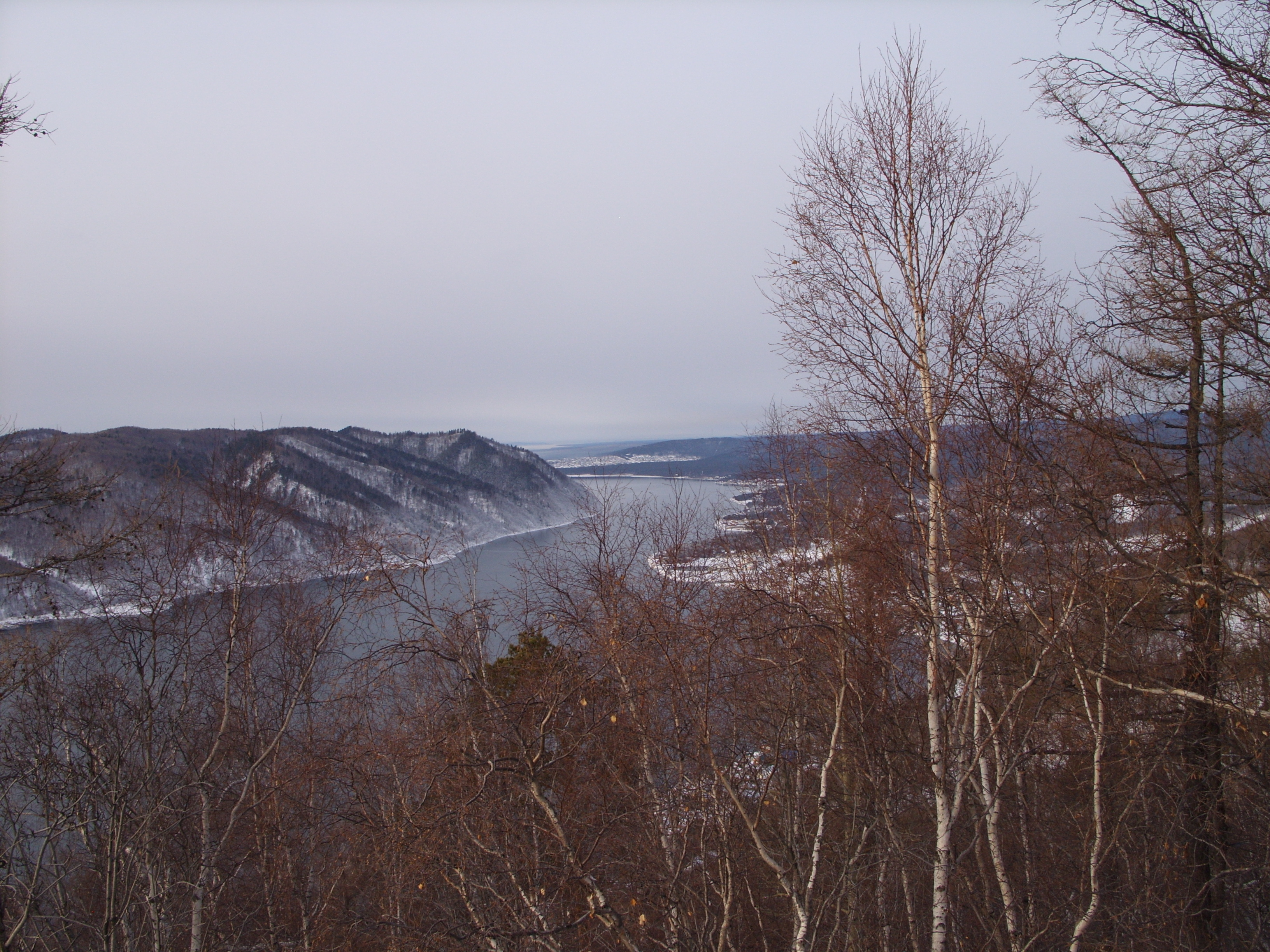